# ولفانگو د بیازی
وُلفانگو دِ بیازی (ایتالیایی: Volfango De Biasi؛ زادهٔ ۲۲ فوریهٔ ۱۹۷۲) فیلم‌نامه‌نویس و کارگردان فیلم اهل ایتالیا است.
از فیلم‌هایی که وی در آن‌ها نقش داشته‌است، می‌توان به یک کریسمس شگفت‌انگیز و یک خانواده وحشت‌انگیز اشاره نمود.